# OP Большого Пса
OP Большого Пса (лат. OP Canis Majoris) — одиночная переменная звезда в созвездии Большого Пса на расстоянии (вычисленном из значения параллакса) приблизительно 3978 световых лет (около 1220 парсеков) от Солнца. Видимая звёздная величина звезды — от более +15m до +13,1m.

## Характеристики
OP Большого Пса — красная пульсирующая переменная звезда, мирида (M) спектрального класса M8.